# 绍约高尔戈茨
绍约高尔戈茨，是匈牙利包尔绍德-奥包乌伊-曾普伦州所辖的一个村。总面积10.12平方公里，总人口387，人口密度38.2人/平方公里（2011年1月1日）。